# チェロ協奏曲 (三善晃)
チェロ協奏曲は、三善晃が1973年にニッポン放送の委嘱をうけ、1974年に作曲したチェロ協奏曲である。演奏時間は約20分。1974年、昭和49年度（第29回）文化庁芸術祭でラジオ部門（音楽の部）大賞、第23回尾高賞を受賞。

## 初演
1974年11月15日に若杉弘指揮読売日本交響楽団、堤剛の独奏により放送初演が行われ、翌年1月14日に放送初演と同じく東京厚生年金会館にて同じ演奏者により公開初演された。

## 編成
独奏チェロ、フルート2（ピッコロ、アルトフルート持ち替え）、オーボエ2、クラリネット2、ファゴット2、ホルン4、トランペット2、トロンボーン3（テノールトロンボーン2、バストロンボーン持ち替え）、ティンパニ6、バスドラム、スレイベル2、カウベル3、竹の鳴子、懸垂シンバル、タムタム3、アンティークシンバルスネアドラム、木魚3、木鐘3、ボンゴ3、コンガ、テノールドラム3、鳴子、むち、ヴィブラフォン、グロッケンシュピール、チューブラーベル、木琴、マリンバ、チェレスタ、ハープ、弦五部

## 構成
- 単一楽章だが前奏と後奏を含む4つの部分で構成されている。